# Wiener Eislöwen-Verein
Der Wiener Eislöwen-Verein (kurz WE-V) war ein Eishockeyverein aus Wien. Er war Nachfolger des Wiener EV und spielte von 2003/04 bis 2006/07 in der österreichischen Nationalliga.

## Geschichte
Nach der Auflösung des Wiener Eishockeyvereins im Jahr 2000 wurde der Wiener Eislöwen-Verein gegründet. Der Verein nimmt weiter an den Nachwuchsbewerben in der Bundesliga teil und gilt als einer der größten Ausbilder in Österreich. Von 2003 bis 2007 stellte er auch eine Kampfmannschaft in der Nationalliga, Österreichs zweithöchster Spielklasse.
Die Kampfmannschaft konnte in den ersten drei Saisonen das Meisterschafts-Viertelfinale erreichen. In den Nachwuchsbewerben konnten seit Bestehen insgesamt fünf Meistertitel und vier Vizemeistertitel gewonnen werden.
Im Sommer 2007 wurden die Teams der U17, der U20 und das Nationalligateam aufgelöst und in das Kooperationsprojekt EHC Team Wien eingegliedert. Dieser Verein bündelt die Nachwuchsmannschaften des Wiener Eislöwen-Vereins mit jenen der EAC Junior Capitals, der Vienna Young Tigers, des Kinder Icehockey Clubs und der Hockeystars.

### Platzierungen
| Saison  | Senioren                   | U20      | U16      | U14      | U12      |
| ------- | -------------------------- | -------- | -------- | -------- | -------- |
| 2000/01 | –                          |          | 3. Platz | 1. Platz | 2. Platz |
| 2001/02 | –                          |          | 2. Platz |          |          |
| 2002/03 | –                          | 2. Platz | 1. Platz | 1. Platz |          |
| 2003/04 | Nationalliga-Viertelfinale | 3. Platz |          |          | 3. Platz |
| 2004/05 | Nationalliga-Viertelfinale |          | 1. Platz |          | 3. Platz |
| 2005/06 | Nationalliga-Viertelfinale | 2. Platz |          |          |          |
| 2006/07 | Nationalliga-Viertelfinale |          |          |          |          |

### WE-V Flyers
Am Ende der Saison 2011/12 wurde der Spielbetrieb der Vienna Flyers eingestellt und ein Großteil der Spielerinnen wechselte zu den Wiener Eislöwen, um dort das Damenteam WE-V Flyers zu gründen. 2016 zogen sich die WEV-Flyers vom Spielbetrieb zurück, die Spielerinnen wechselten anschließend zu den Junior Capitals.

## Spielstätte

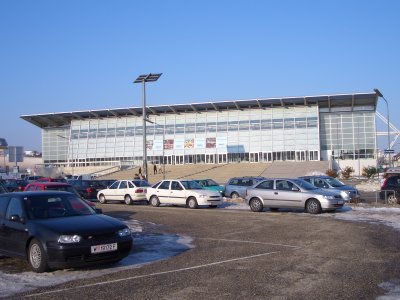
Frontansicht der Albert-Schultz-Eishalle

- Hauptartikel: Albert-Schultz-Eishalle

Ihre Heimspiele trugen die Mannschaften des Vereins, ebenso wie die inzwischen aufgelöste Nationalliga-Mannschaft, in der Albert-Schultz-Eishalle im Wiener Stadtteil Kagran aus. Die Halle wurde 1991 eröffnet und besitzt heute eine Kapazität von 4.500 Zuschauern, die allerdings bis zur Saison 2010/11 auf 7.500 ausgebaut werden soll. Neben dem WE-V dient die Halle auch den Eishockeyclubs Vienna Capitals und EHV Sabres Wien als Heimstadion.